# Айхенберг, Фриц
Фриц Айхенберг (нем. Fritz Eichenberg; 24 октября 1901, Кёльн — 30 ноября 1990, Нью-Йорк) — американский гравёр немецкого происхождения.

## Биография
Родился в еврейской семье в Кёльне. Учился в кёльнской Муниципальной школе прикладных искусств, затем в лейпцигской Академии графики. С 1923 г. жил и работал в Берлине, преимущественно как газетный художник и книжный иллюстратор, иногда сам сочиняя и газетные репортажи, в том числе на политические темы. После прихода к власти Гитлера в 1933 г. эмигрировал в США. Преподавал в Новой школе и Институте Пратта, возглавлял отделение искусства в Университете Род-Айленда.
Айхенберг был исключительно плодовитым иллюстратором: ему принадлежат, в частности, иллюстрации к «Похвале глупости» Эразма Роттердамского, произведениям Гриммельсгаузена, Свифта, Эдгара По, Шарлотты и Эмили Бронте, Толстого, Достоевского. Многие произведения Айхенберга окрашены в религиозные тона: хотя в молодые годы он тяготел к даосизму и дзэн-буддизму, но в 1940 г. обратился в квакерство, а также на протяжении многих лет сотрудничал с ежемесячником «Рабочий-католик» (Catholic Worker). Особой популярностью пользуется гравюра Айхенберга «Христос в очереди за хлебом».
О помощи со стороны Айхенберга вспоминает русский художник-эмигрант Сергей Голлербах.
В 1960 году встречался в Нью-Йорке с Н. С. Хрущёвым и представлял ему книги русской классики, проиллюстрированные им для американского издания.